# V883 Orionis

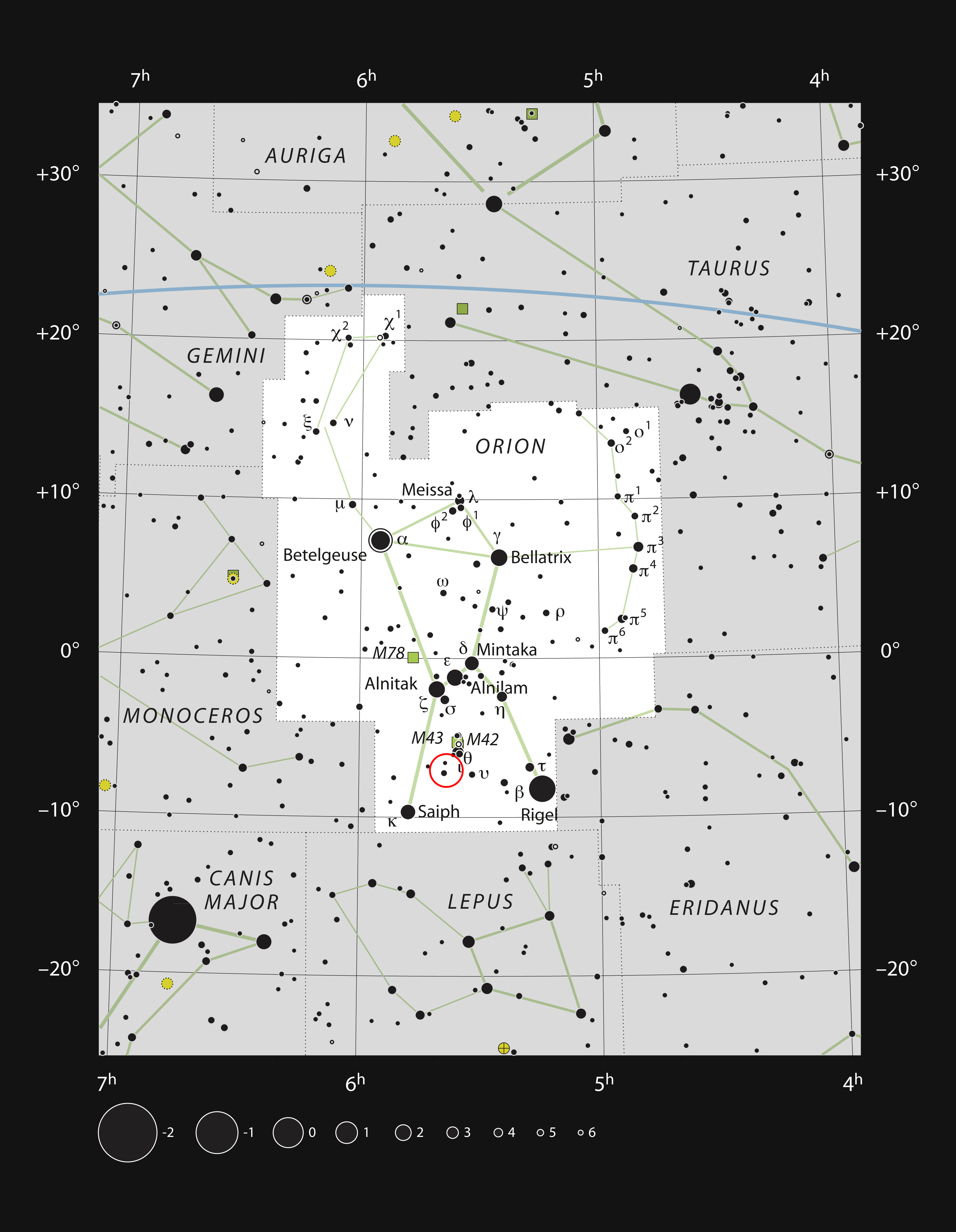
Ligging van V883 Ori in het sterrenbeeld Orion

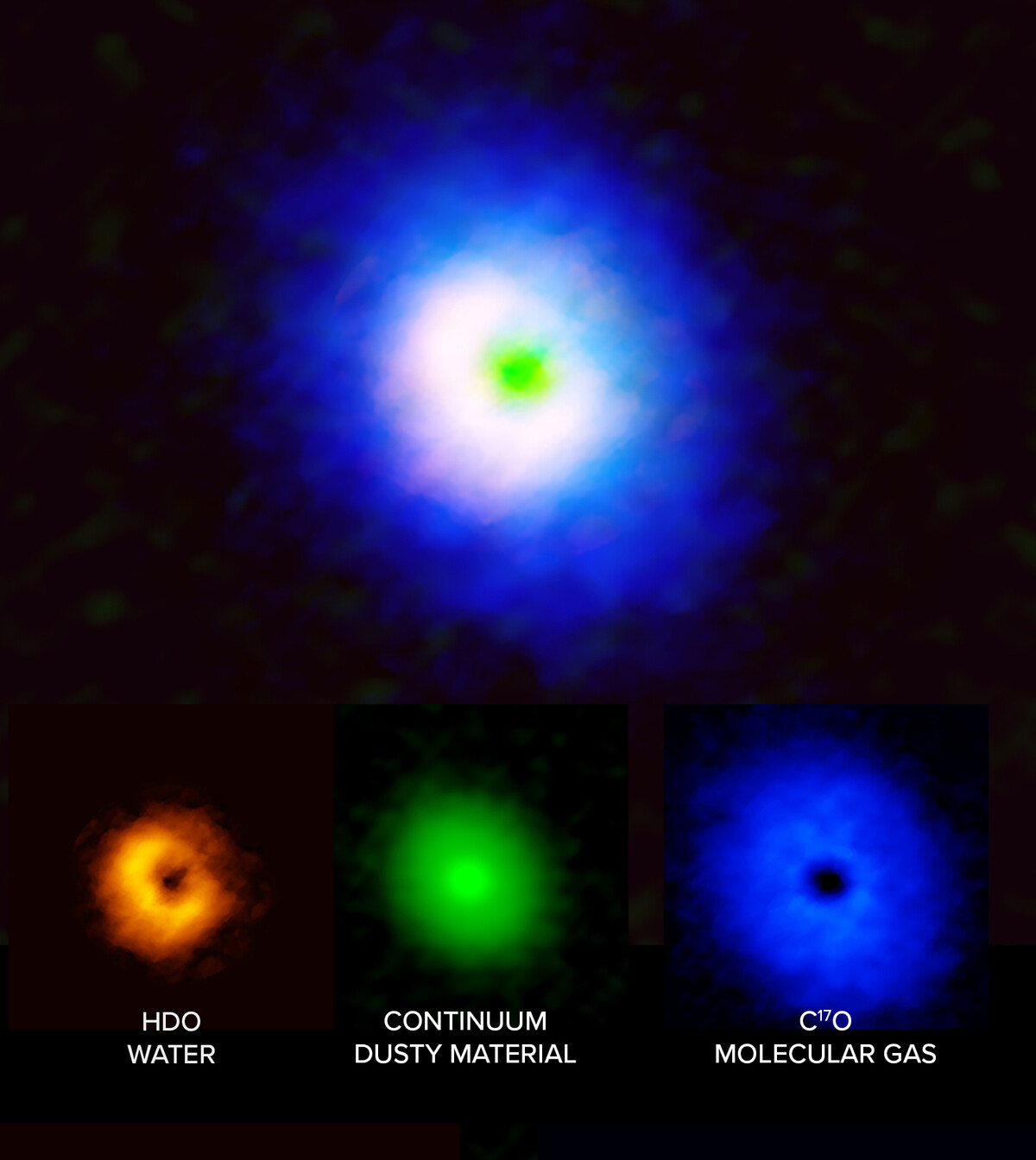
ALMA-beeld van de schijf rond V883 Ori met afzonderlijke verdelingen van waterdamp, stofdeeltjes en koolstofmonoxide

V883 Orionis (afgekort V883 Ori) is een protoster waarbij rechtstreeks waterdamp is waargenomen.
V883 Orionis is, zoals de naam zegt, een veranderlijke ster in het sterrenbeeld Orion. Het nummer 883 is afkomstig uit het naamgevingssysteem van Nijland. De ster is een protoster, d.i. een ster in wording, en wordt zoals veel jonge sterren omgeven door een schijf van gas en stof.
Water in de schijf rond een protoster is meestal bevroren in een dun laagje ijs op de stofkorreltjes, behalve in een warmer gebied tot op ongeveer 3 astronomische eenheden (450 miljoen kilometer) van het centrum, waar het als afzonderlijke damp voorkomt. Aardse instrumenten kunnen alleen de damp waarnemen en als dusdanig herkennen, maar het kleine gebied waarin die voorkomt, wordt meestal afgeschermd door de stofwolk. Bij V883 Orionis is de kern door een uitbarsting verhit en strekt de "sneeuwlijn", d.w.z. de scheiding tussen waterdamp en waterijs, zich uit tot 40 astronomische eenheden van het centrum. Daardoor is de grote samengestelde radiotelescoop ALMA in staat niet alleen het water rechtstreeks te detecteren, maar ook het percentage zwaar water te meten; dat laatste blijkt overeen te komen met wat we in kometen en op aarde waarnemen: ongeveer 156 deuteriumkernen per miljoen waterstofkernen. Die waarneming ondersteunt de hypothese dat het water op aarde afkomstig is van talloze inslagen van kleine objecten zoals planetesimalen, planetoïden en kometen tijdens en kort na de vorming van de aarde.